# Kostel svatého Václava (Rozdělov)
Kostel svatého Václava v Rozdělově je římskokatolický farní kostel vystavěný ve stylu českého art deka z let 1925–1927 na křižovatce ulic Vítězná a Vašíčkova v části města Kladno-Rozdělov.

## Historie
Rozdělov založili břevnovští a broumovští benediktini za opata Štěpána Rautenstraucha O.S.B. (1773–1785), a to jako součást kladenského (benediktinského) panství. Ještě nedávno se v rozdělovském lese nacházely mezníky s písmeny B a S, které vymezovaly hranici smečenského a kladenského panství. 

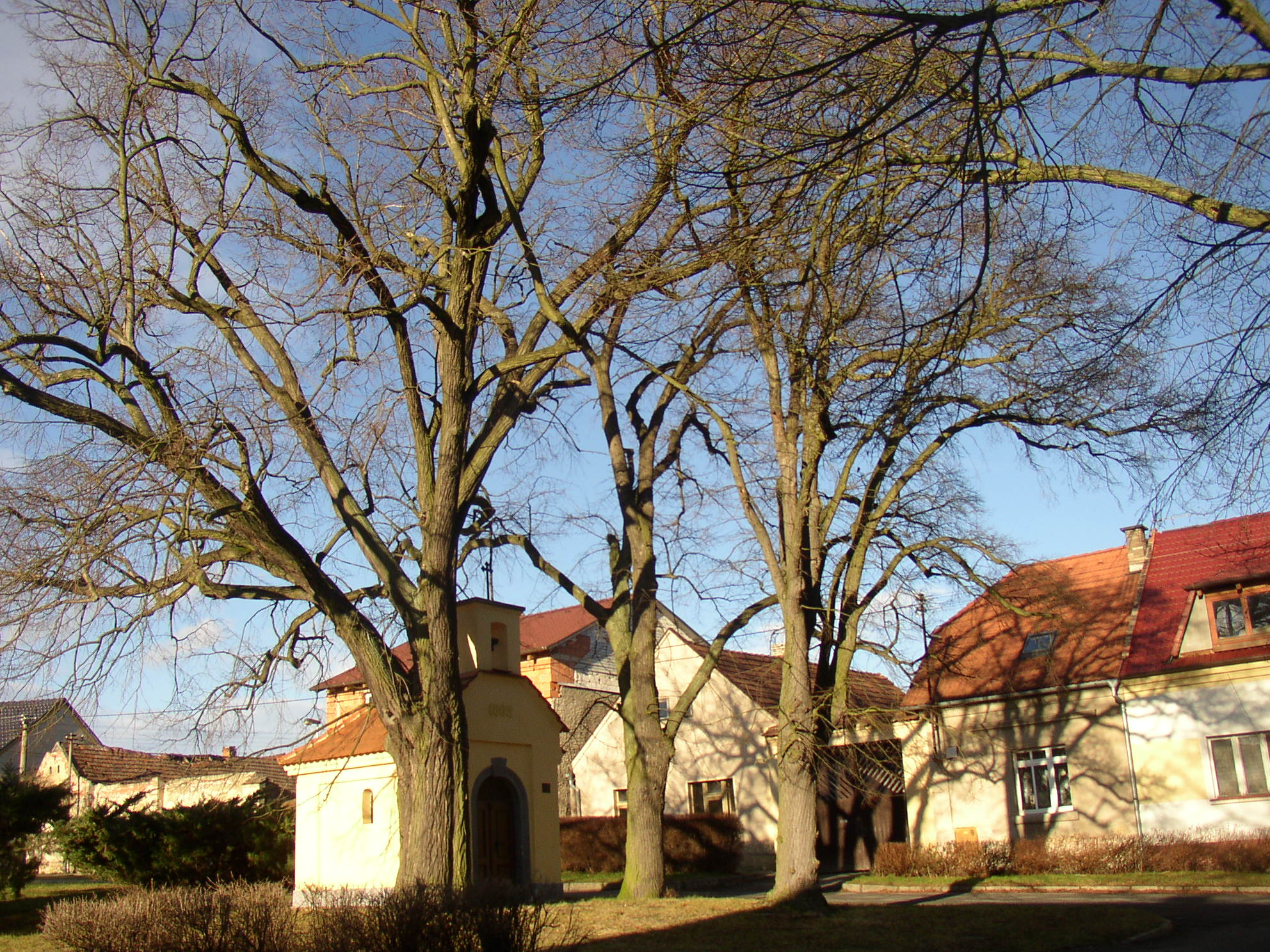
kaplička sv. Mikuláše z roku 1802 na návsi v Rozdělově a Rozdělovské lípy

Nová ves byla osídlena příchozími z jiných benediktinských míst, a to zejména z benediktinského Policka a Broumovska. Z konce 18. století pochází i půdorys rozdělovské návsi, kde vyrostla řada stavení a o něco později také kaplička sv. Mikuláše (1802).
Dynamický rozvoj Kladna samozřejmě ovlivnil i zástavbu Rozdělova, který se rozšiřoval především podél hlavní komunikace (dnešní Doberské ulice). Během let se Rozdělov – zemědělská obec na kraji lesů – postupně stává bydlištěm hlavně horníků, kteří sem hojně přicházeli z Příbramska.  
V roce 1814 čítal Rozdělov 15 domů a 114 obyvatel. Prudký příliv obyvatel přišel s industrializací Kladenska ve druhé polovině 19. století, zejména pak po roce 1888 v souvislosti se zahájením těžby na blízkém dole Max u Libušína. 
Svůj význam má i hřbitov – svaté pole. Dříve pochovávali Rozdělovští své zesnulé na kladenském hřbitově, ale kvůli nedostatku místa a velké vzdálenosti založili v roce 1914 vlastní hřbitov při silnici do Kamenných Žehrovic.
Při sčítání lidu bylo v roce 1921 v Rozdělově, který byl tehdy ještě samostatnou obcí, napočítáno 2046 římskokatolických věřících, přesto byla školní kaple, kde se sloužily bohoslužby pro celou obec, v roce 1924 zrušena. 

## Stavba kostela (1925–1927)

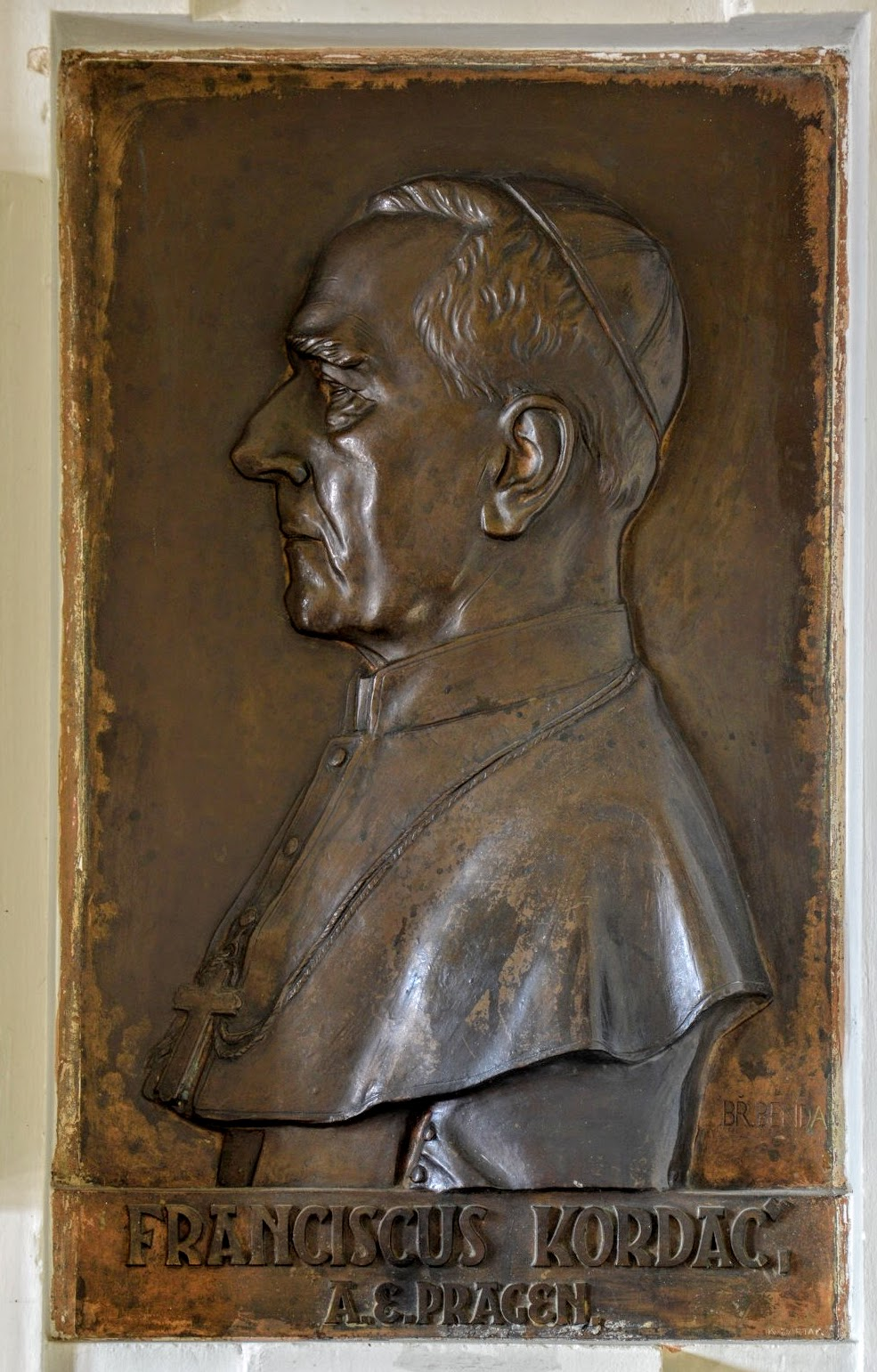
arcibiskup František Kordač, reliéf v předsíni kostela, Břetislav Benda (1927)

Po uzavření školní kaple byl založen Spolek pro vystavění katolického kostela v Rozdělově u Kladna, kterému předsedal Jan Nosek († 1929). Spolek nalezl velkou podporu u tehdejšího arcibiskupa Františka Kordače (1852–1934), který poskytl finanční prostředky na stavbu. Dne 27. září 1925 byl zvláště zásluhou rozdělovského katechety P. Jaroslava Kopřivy (1895–1954) položen základní kámen, a to na pozemku, který spolku darovali břevnovští a broumovští benediktini. Plány rozdělovského kostela vypracoval arcibiskupský stavební rada František Havlena z Prahy–Vinohrad, rovněž autor projektu Arcibiskupského semináře v Praze–Dejvicích; záměrem Kordače bylo, aby obě stavby probíhaly současně. Architekt uvažoval i o okolní zástavbě. Na kresbě rozdělovského kostela, která měla sloužit k propagaci stavby, navrhl, aby kostel na každé straně křižovatky doplňovaly vícepatrové bytové domy. Celku měl vévodit právě chrám s výraznou červenobílou barevností; nepodařila se realizovat působivá parková úprava. 
Prvotní záměr architekta se během stavby kvůli různým okolnostem měnil, a to zejména z důvodu tenčících se finančních možností arcibiskupské pokladny. To nutilo „slevovat“, ukrajovat z plánů nejen v kvalitě (záměny umělců, náhrada přírodního kamene umělým, otázka nových varhan), ale i v kvantitě (nerealizovaná sochařská výzdoba, oltářní provizoria, neprovedené rozvinutí architektury do prostoru, zmíněný chybějící parčík). Výzdobu vstupního portálu sice navrhl sochař Stino Paukert, šlo o výjev ze života sv. Václava, sochař již připravil i skicu. Požadovaná cena však byla pro stavebníka příliš vysoká. Havlena se proto obrátil na sochaře Ludvíka Vocelku, kterému se stala vzorem svatováclavská jezdecká socha od Josefa Václava Myslbeka. 
Stavbu kostela vedl kladenský stavitel Josef Picek. Ještě před kolaudací, kdy se v interiéru stále pracovalo, posvětil v neděli 14. srpna 1927 kanovník František Hrubík
 nové zvony. V neděli 25. září vysvětil nový kostel František Kordač.

## Interiér

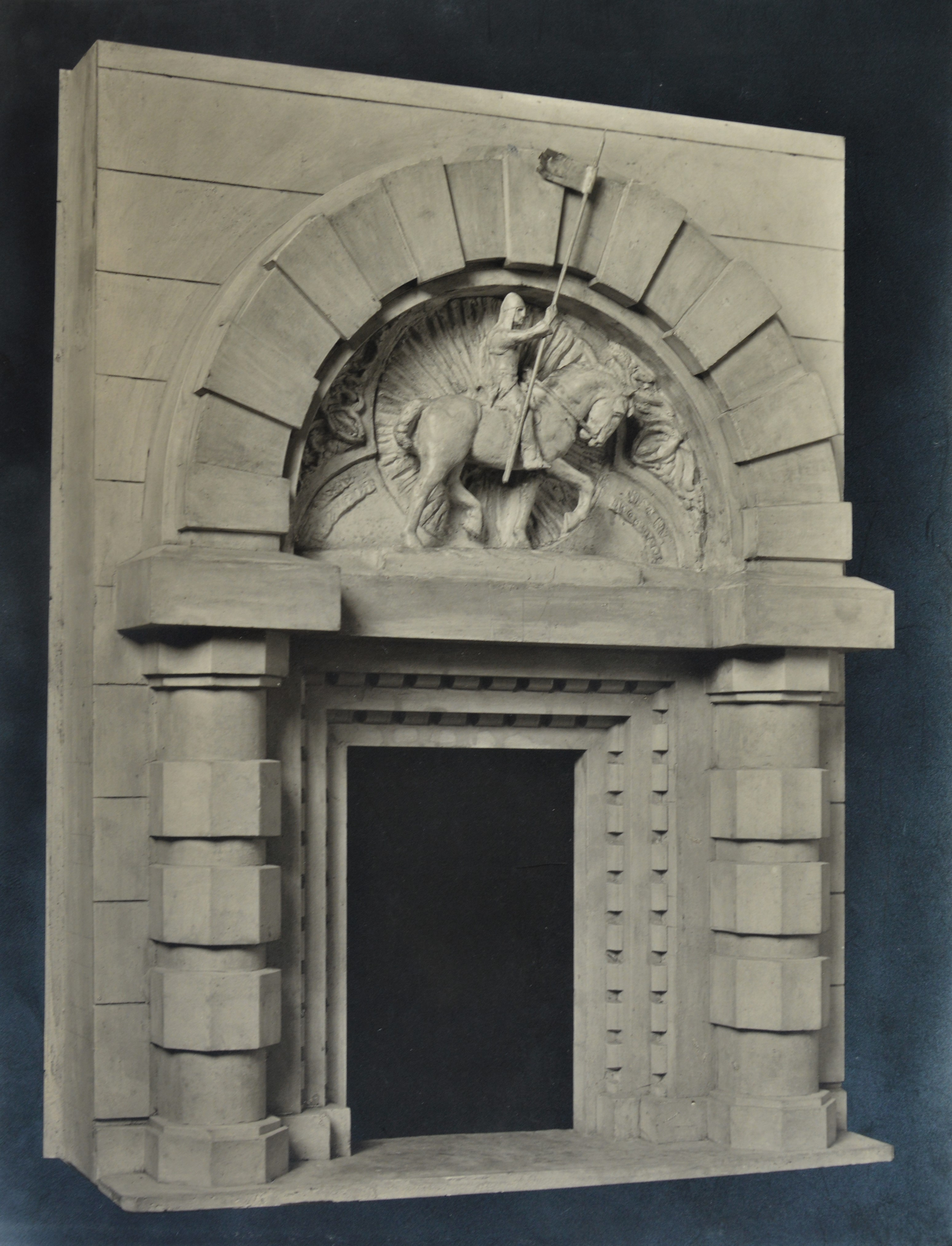
návrh vstupního portálu od Ludvíka Vocelky (1926)

Interiéru dominuje hlavní oltář, který však neodpovídá původní představě Františka Havleny. Oproti návrhu byla z úsporných důvodů zhotovena rámová architektonicky pojatá konstrukce, do které byl vsazen hluboký dřevěný reliéf s výjevem Zavraždění sv. Václava od Ferdinanda Stuflessera (1855–1926) z řezbářské dílny v St. Ulrich in Gröden v jižním Tyrolsku (dnes v Ortisei, oblast Trident – Horní Adiže, Itálie). Havlena také navrhl jinou formu bočních oltářů, ty stávající pochází ze zrušené koleje piaristů v Praze.

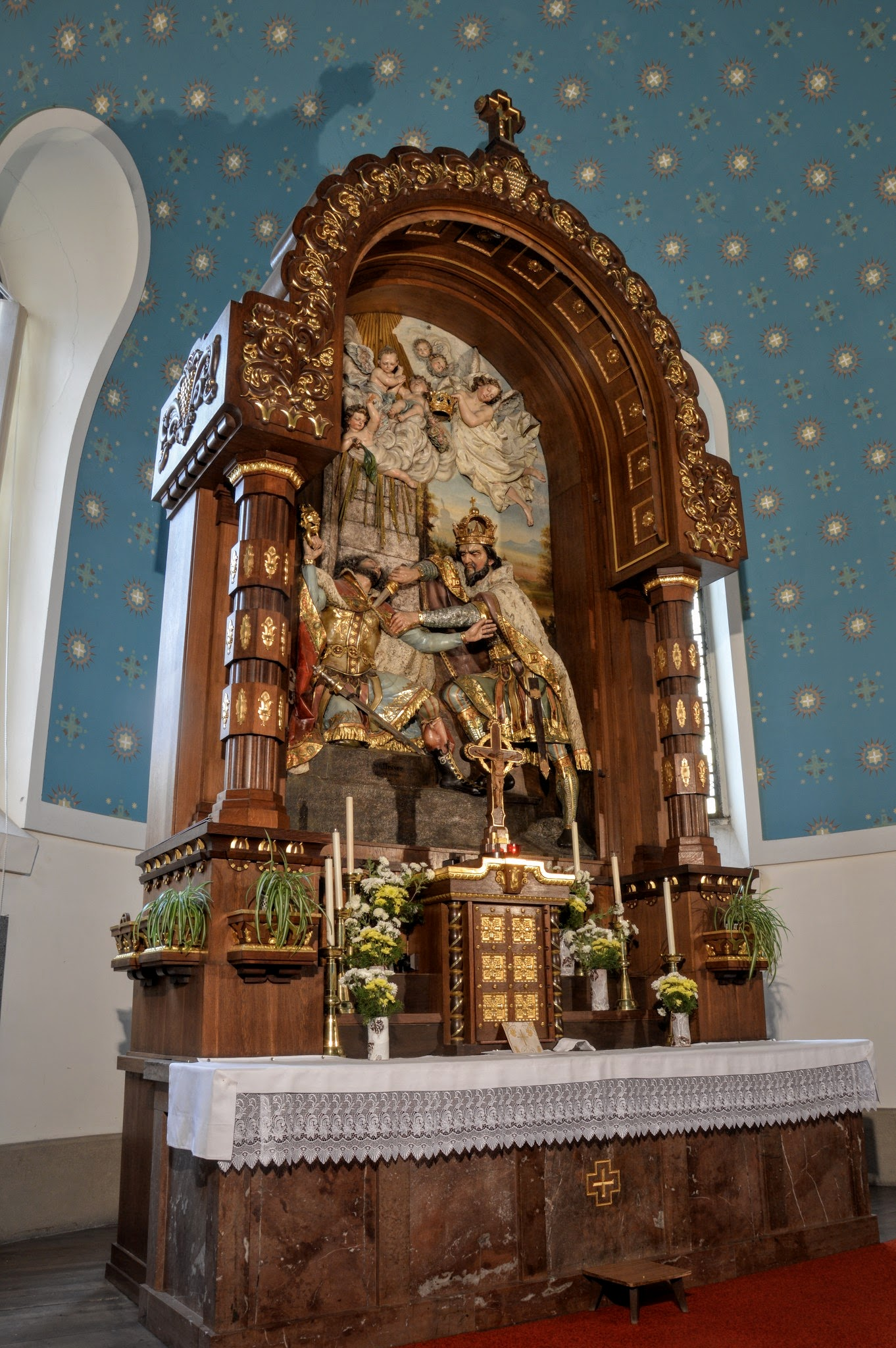
hlavní oltář s reliéfem Zavraždění sv. Václava od Ferdinanda Stuflessera, dokončen v roce 1927

Stěny chrámu zdobí barevný dekor, jehož návrh rovněž pochází z pera Františka Havleny. Malířské práce zajistila firma Jaro Hlaváčka, který si patrně přizval ke spolupráci architekta Majera. Na ploše stropu byl aplikován stylizovaný Kříž sv. Otce Benedikta. V kněžišti kostela visí obraz Panny Marie Bolestné z roku 1937 v beuronském slohu od emauzského benediktina Antonína Vrbíka.
Slohově lze charakterizovat rozvrh a pojetí výmalby jako art deco. V předsíni chrámu jsou zasazeny bronzové nápisové desky a jedna z nich nese reliéf arcibiskupa Františka Kordače od sochaře Břetislava Bendy (1897–1983).

## Varhany na kůru
Nedostatek finančních prostředků při stavbě kostela vedl i k nouzovému řešení při pořizování varhan, které pocházejí z kaple konviktu v Příbrami (čp. 240, Jiráskovy sady). Když byl v budově v roce 1922 umístěn rektorát Vysoké školy báňské v Příbrami, nástroj deponovali na půdu arcibiskupského gymnázia v Bubenči, odtud byl přestěhován do rozdělovského kostela. Hrací stůl je umístěn před varhanní skříní, rejstříky: Principál 8´, Oktáva 4´, Flétna 4´, Salicionál 8´, Kryt 8´, Bourdon 16´, Mixtura 2 2/3´, Pedál - Subbas 16´.

## Varhánky z kostela sv. Jiří nad Libušínem

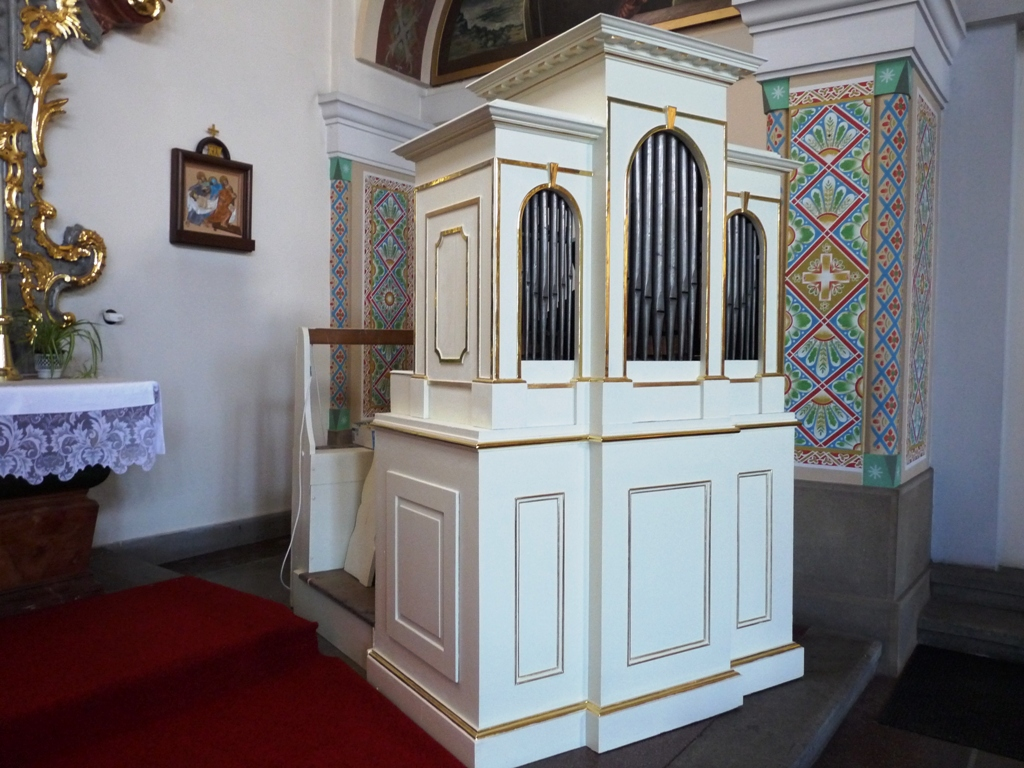

Festival Varhany znějící 2012 inicioval také opravu značně poničeného nástroje od Josefa Gartnera z roku 1859) ve filiálním kostele sv. Jiří nad Libušínem. Protože toto místo je opuštěné a varhany po opravě by byly ohroženy, byly po restaurování přemístěny do farního kostela sv. Václava v Rozdělově. 
Opravu v letech 2013 a 2014 provedl Jan Otcovský. Dispozice Gartnerových varhan: Manuál, C–d´´´ (51 tónů): (1) Kopula  8´, (2) Kopula  4´, (3) Principal  2´, (4) Kvinta  11/3´, Pedál, C–f0 (18 kláves, 13 tónů); , Bas 8´, Lg otevř.

## Zvony
Ve věži kostela visí tři zvony – Václav (230 kg) odlit v roce 1999, Ludmila (326 kg) a Prokop (169 kg), oba odlity v roce 2005 ve zvonařské dílně Tomášková-Dytrychová z Brodku u Přerova, výtvarné řešení navrhl grafik a heraldik  J. K. Zdirad Čech.

## Farnost
Působí zde Římskokatolická farnost u kostela sv. Václava Kladno-Rozdělov kladenského vikariátu pražské arcidiecéze.  

## Galerie

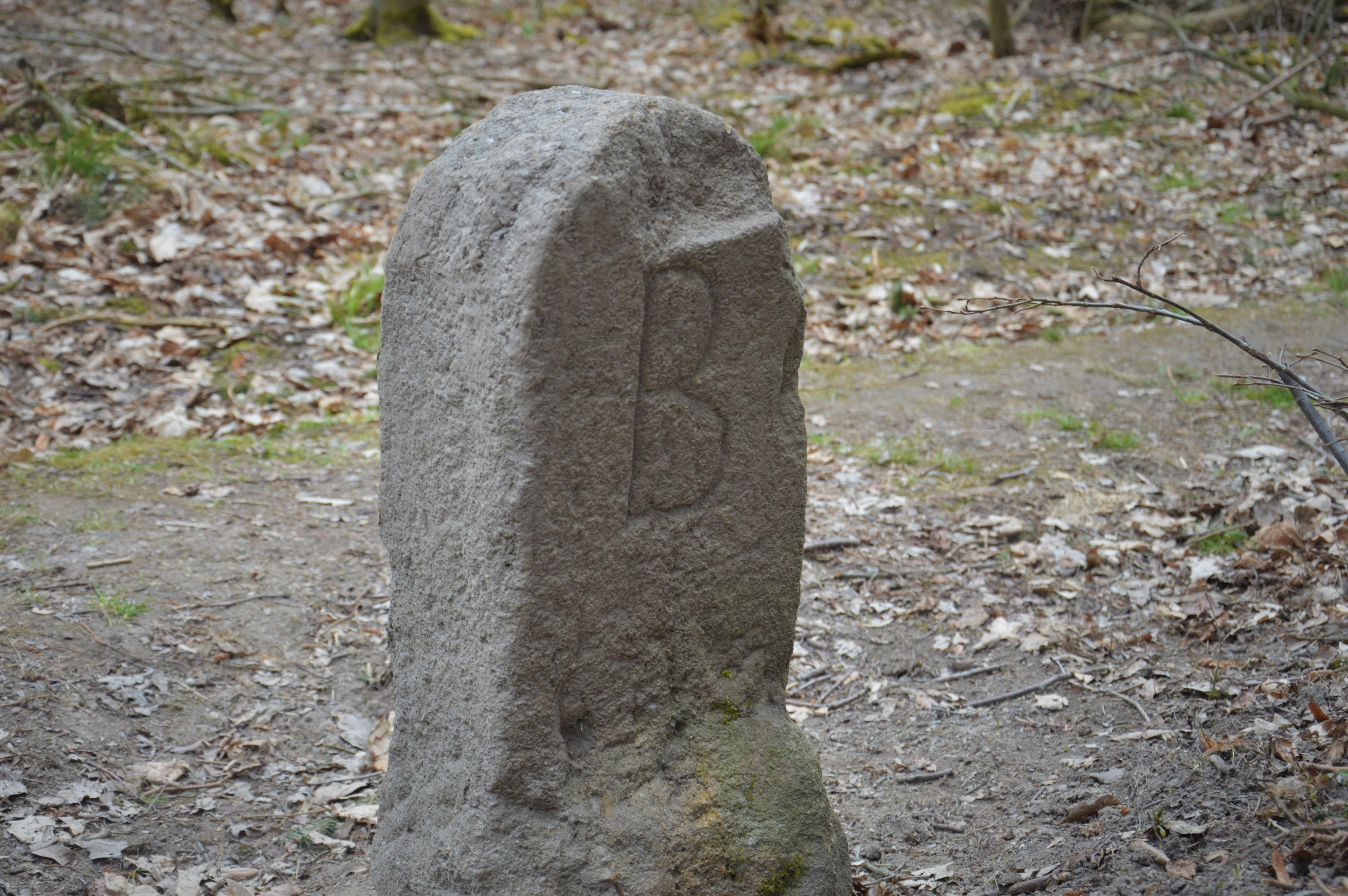
barokní mezník mezi smečenským a benediktinským panstvím
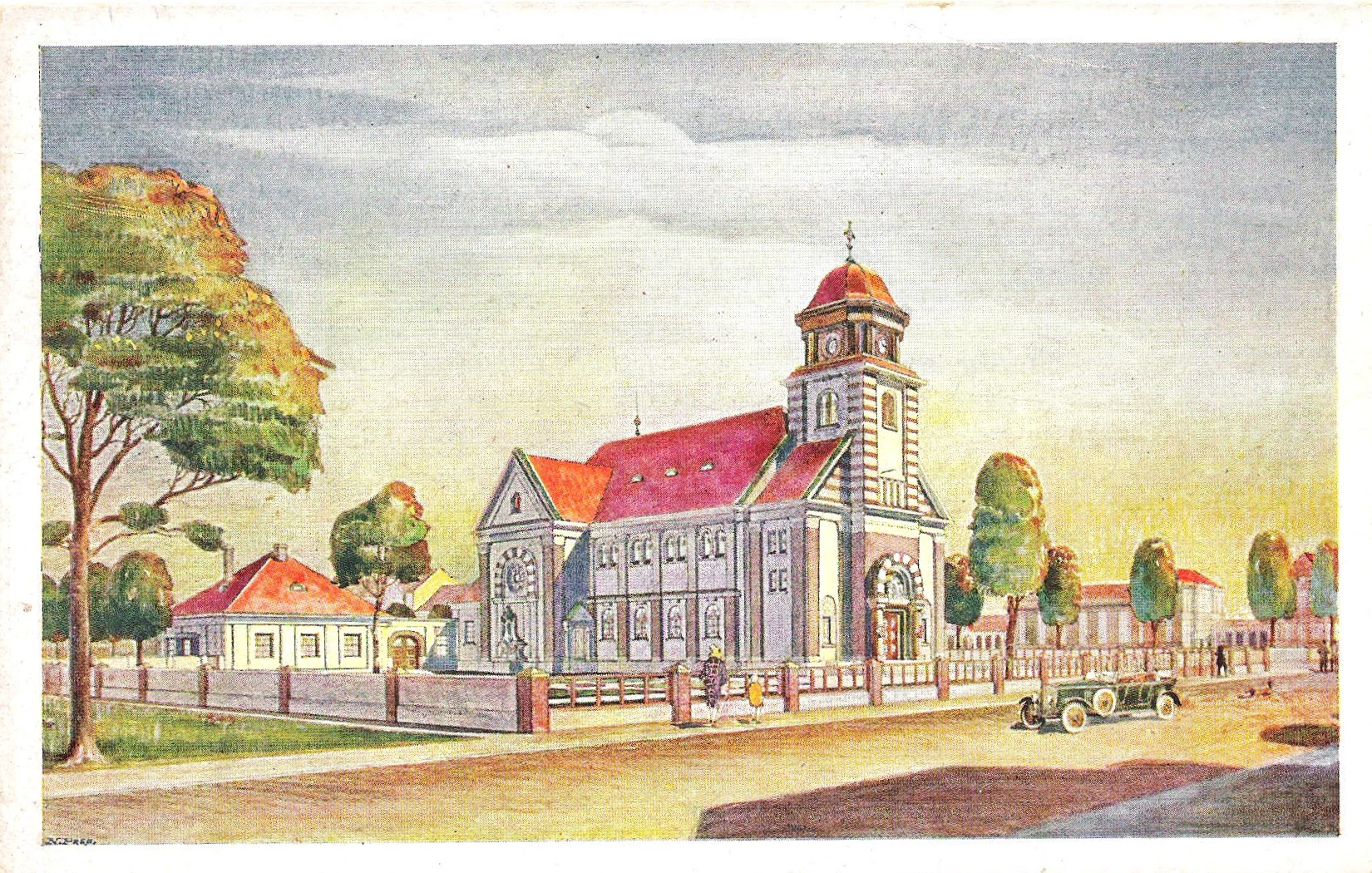
ideální podoba kostela, návrh od Františka Havleny
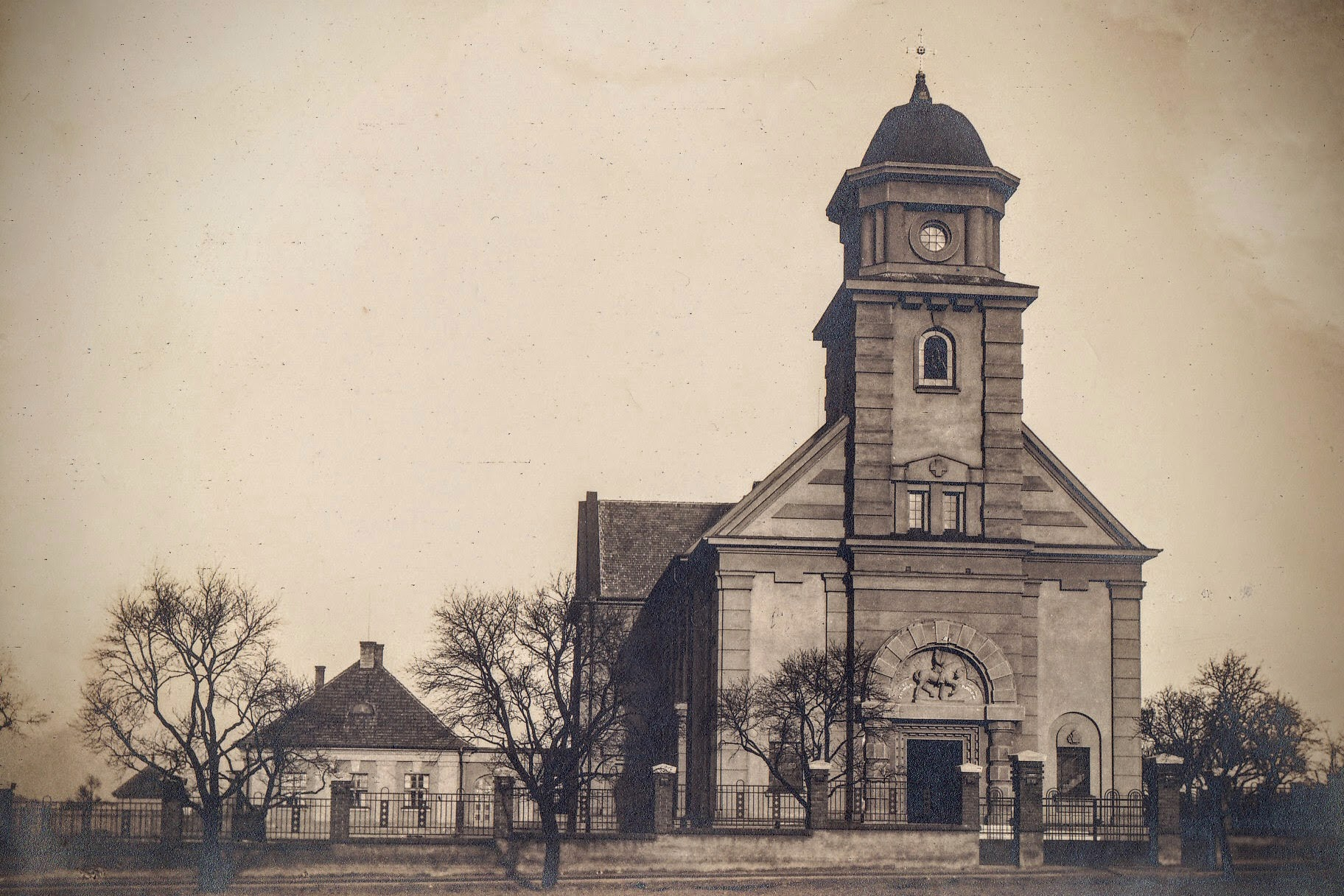
kostel sv. Václava v Kladně-Rozdělově, stav krátce po dokončení
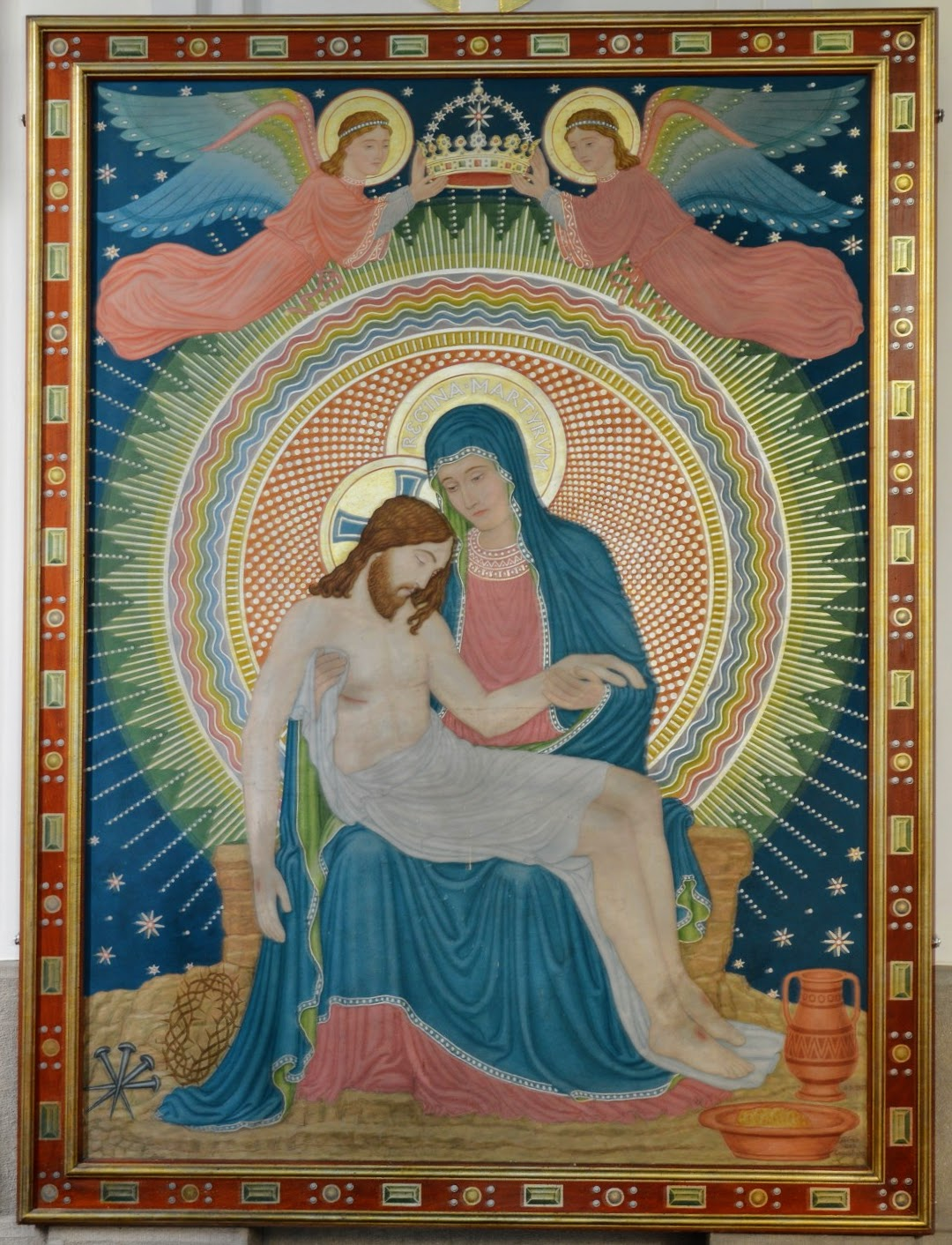
Obraz Bolestné Panny Marie (Piety) v beuronském slohu, A. Vrbík (1937)
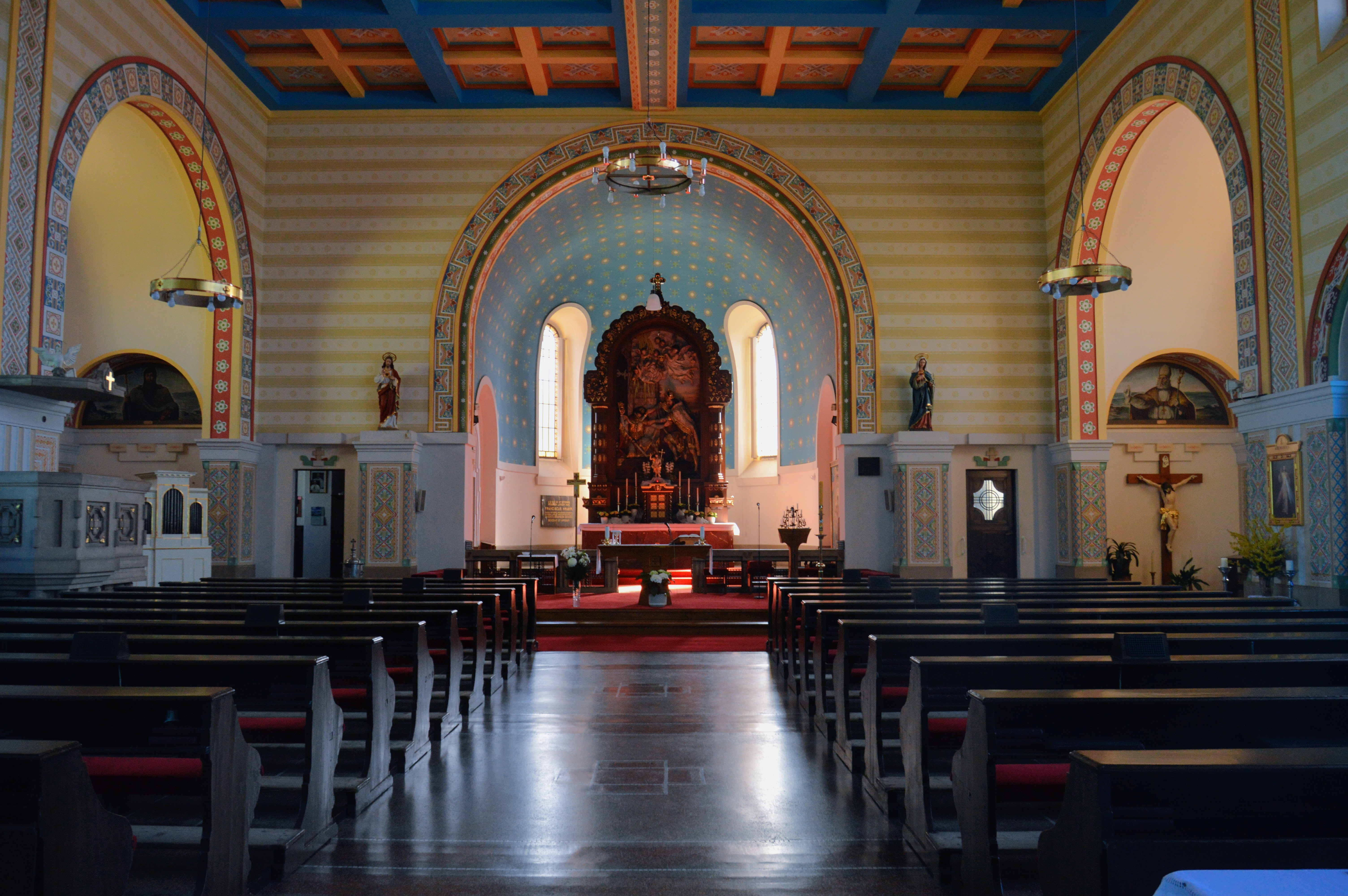
interiér, pohled k hlavnímu oltáři
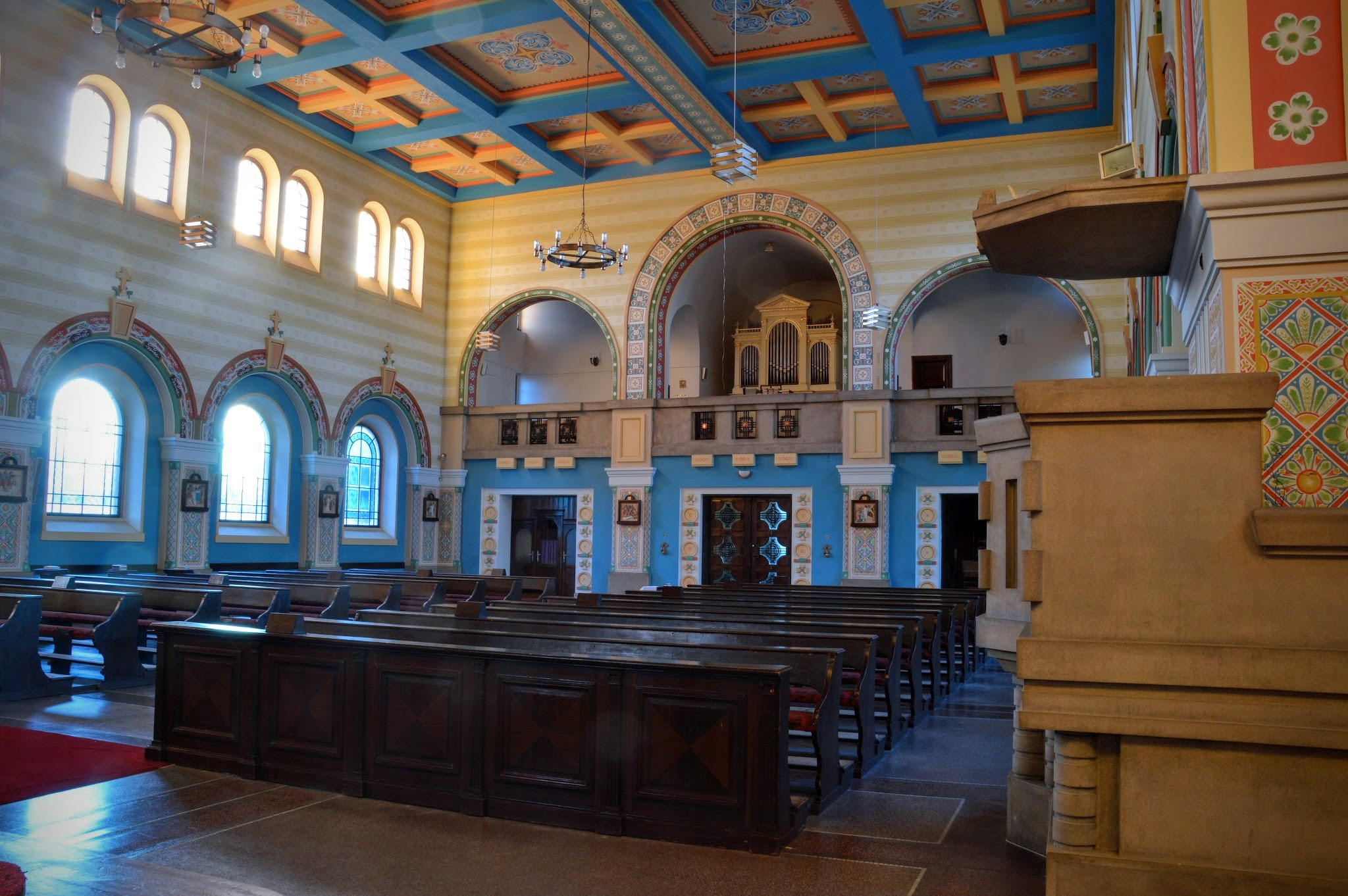
interiér, pohled ke kůru